# Людовик XIV
Людо́вик XIV Король-Сонце (фр. Louis XIV, 5 вересня 1638 — 1 вересня 1715; також відомий Людовик Великий (Louis le Grand)) — французький король, який правив Францією з 1643 по 1715 роки. Отримав при народженні ім'я Людовик Богоданий (фр. Louis-Dieudonné), відомий також як «король-дитя», а потім — «король-сонце» (le Roi Soleil). Батько — Людовик XIII. Його матір'ю була Анна Австрійська. До 1661 країною фактично керував кардинал Джуліо Мазаріні, але пізніше Людовик отримав абсолютну владу, дотримуючись кредо: «Держава — це я». Під час свого правління він вів кілька воєн 1667—1668, 1672—1678, 1688—1697 і 1701—1713 (Війна за іспанську спадщину) проти різних європейських альянсів, які завжди включали Англійське королівство і Республіку Об'єднаних провінцій ідерландів. Людовик XIV знаний як заступник мистецтв та наук.
Людовик XIV був коронований 7 червня 1654 року в Реймсі. На престолі Франції король був протягом 72 років — довше за всіх інших європейських королів в історії (із монархів Європи довше при владі були тільки деякі правителі дрібних князівств Священної Римської імперії). За цей час він пережив трьох дофінів — власного сина, внука та правнука. Помер Людовик XIV 1 вересня 1715 року від рани, отриманої на полюванні. Наступником короля став його правнук Людовик XV Улюблений.

## Дитячі роки

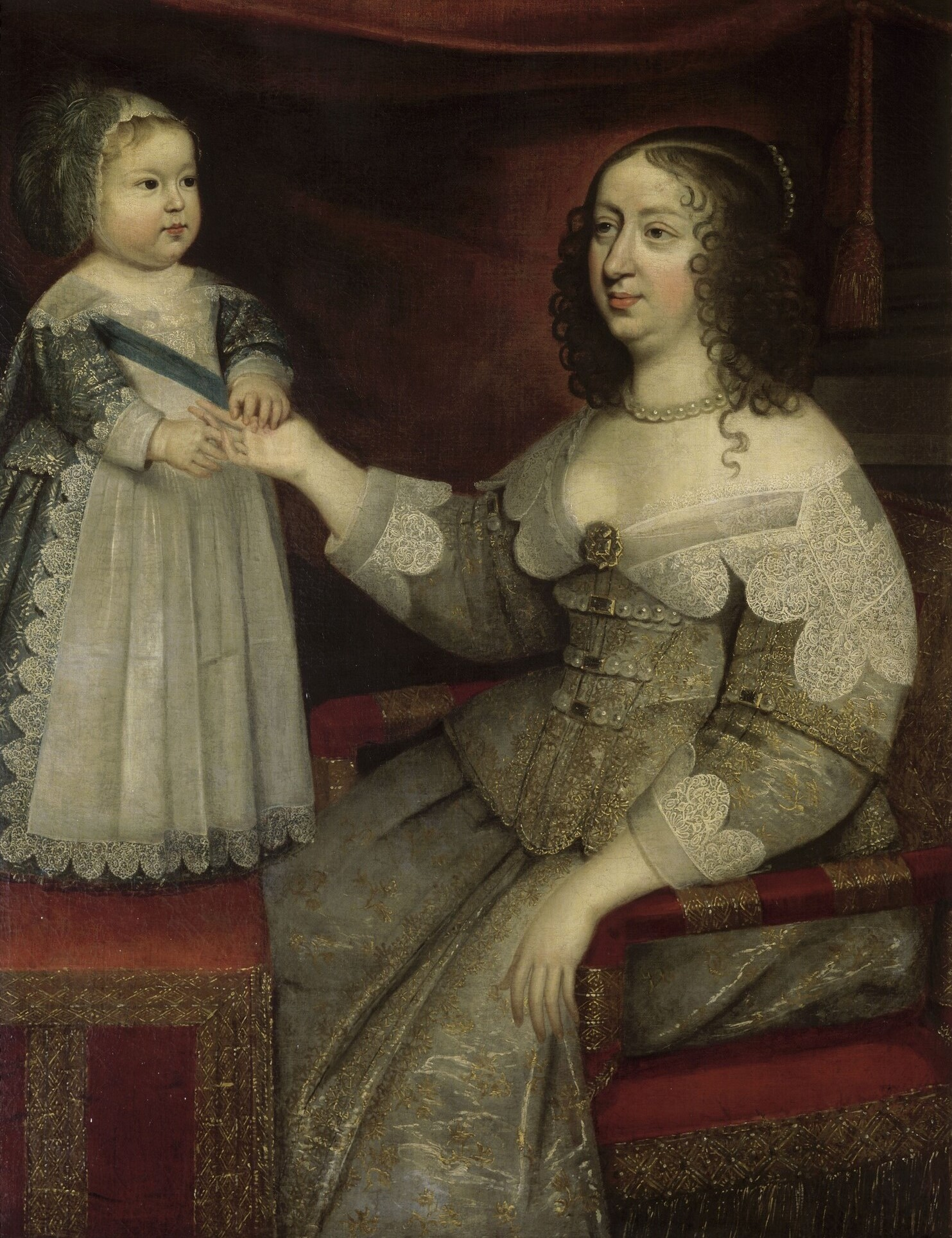
Анна Австрійська із сином — майбутнім королем Людовиком XIV

Син Людовика XIII та Анни Австрійської, Людовик XIV був нащадком двох наймогутніших європейських династій — Бурбонів та Габсбургів, по батьківській лінії його дід Генріх IV був франко-наварцем, бабуся Марія Медічі — флорентійкою, по материнській лінії його дід Філіп III був іспанцем, бабуся Маргарита Австрійська — австрійкою, обидва з династії Габсбургів.
Після народження Людовика до традиційного титулу дофіна було додано титул Перший син Франції, «Останній онук Габсбургів». Хлопчик також отримав титул Богоданий, оскільки після майже двадцяти трьох років шлюбу, багатьох викиднів у королеви та непорозумінь в королівській родині, несподіване народження спадкоємця вважалося подарунком небес. Дехто навіть вбачав у цьому диво.
Через два роки після Людовика народився його брат Філіп I, який спочатку носив титул герцога Анжуйського, а двадцятьма роками пізніше, після смерті його дядька Гастона Орлеанського, отримав титул герцога Орлеанського. Гастон проводив ворожу політику щодо кардинала Рішельє, першого міністра Людовика XIII. Кардинал вважав Гастона прихильником Габсбургів, тому довгоочікуване народження дофіна, яке поховало надії Гастона на престол, стало політичною перемогою кардинала.

## Освіта та виховання

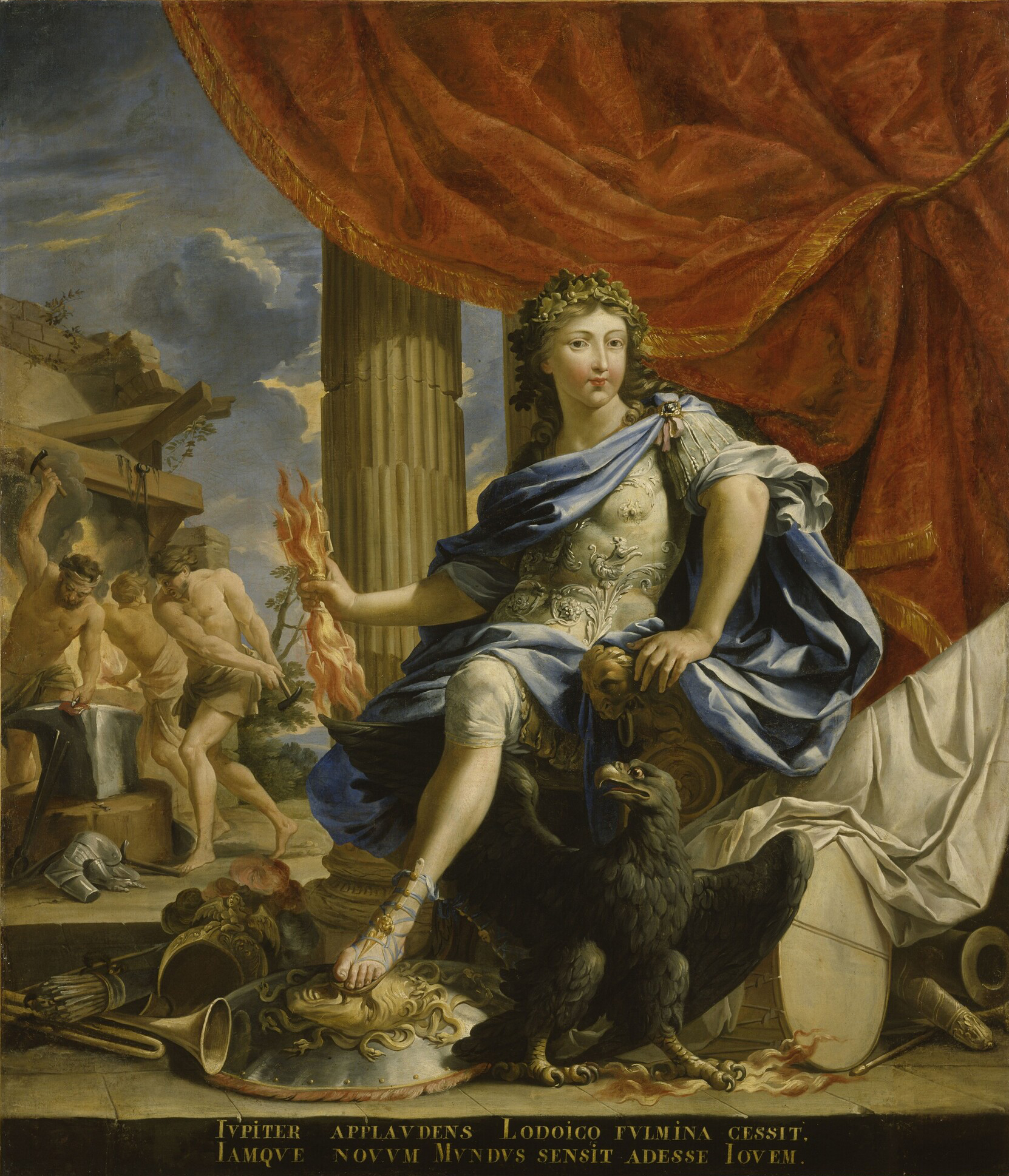
Людовик XIV в образі Юпітера

На додаток до функцій міністра, Мазаріні, хрещений батько Людовика, отримує від королеви в березні 1646 наказ забезпечити освіту молодого монарха та його брата. Таким чином, він стає «суперінтендантом з освіти та виховання короля та герцога Анжуйського». Попри зусилля багатьох викладачів, найнятих для прочитання Людовику курсів латини, історії, математики, італійської мови та малювання, Людовик не відзначається старанністю в науках. Але, наслідуючи Мазаріні, який був полум'яним прихильником мистецтв, Людовик XIV демонструє велику прихильність до живопису, архітектури, музики та, особливо, танцю, який на той час входить в обов'язкову програму освіти юнака: за свідченнями очевидців, Людовик займався танцями не менше двох годин на день у віці з 7 до 27 років.

## Правління

### Початок правління
Людовик XIV вступив на престол у травні 1643 року, коли йому ще не було й п'яти років, тому, згідно із заповітом його батька, регентство було передано Анні Австрійській, яка правила в тісному тандемі з першим міністром кардиналом Джуліо Мазаріні. Ще до закінчення війни з Іспанською імперією і Австрійським двором принци й вища аристократія, підтримувані Іспанією і в союзі з Паризьким парламентом, почали заворушення, які отримали загальну назву Фронда (1648—1652) і закінчилися лише з підпорядкуванням принца де Конде і підписанням Піренейського миру (7 листопада 1659).
1660 року Людовик одружився з іспанською інфантою Марією-Терезою.

### Апогей абсолютизму

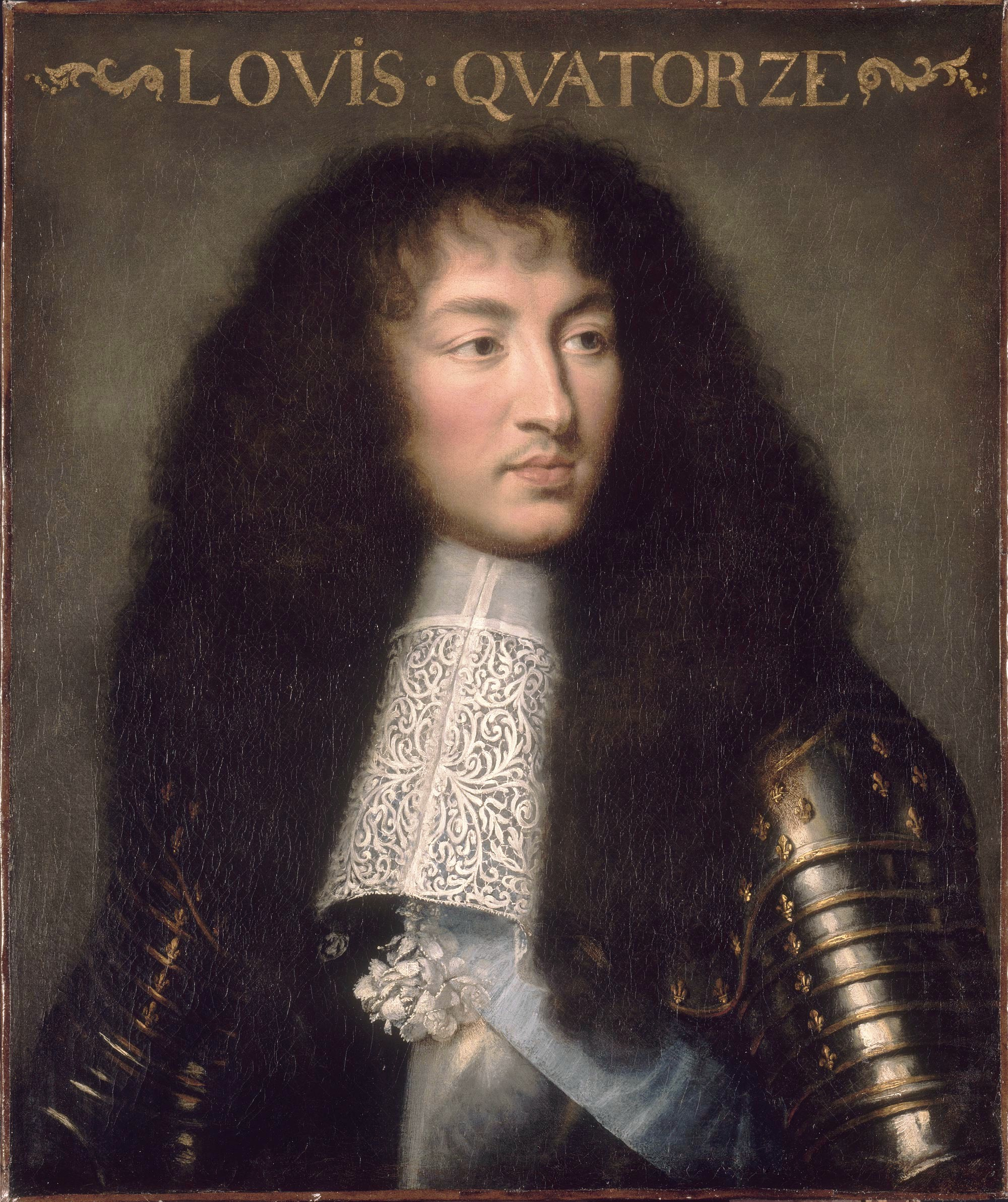
Людовик XIV у 1661, автор — Шарль Лебрен

Відомий також під іменем Короля-Сонця, Людовик XIV посилює монархічну владу, яка стає монархією Божою милістю. 13 квітня 1655 року король видає 16 едиктів, спрямованих на поповнення державної казни, завдяки яким загальний дохід королівства збільшився зі 130 мільйонів ліврів до більш ніж 160 мільйонів в 1659—1660. Існує легенда, що після цього король проголосив фразу, що стала крилатою: «Держава — це я!». Але цей факт не є доведеним, навпаки, помираючи в 1715, Людовик сказав наступне: «Я іду, але держава буде завжди».
Людовик XIV не ототожнює себе з державою, навпаки, він визначає себе як її найпершого прислужника.

### Консолідація влади та усунення Фуке

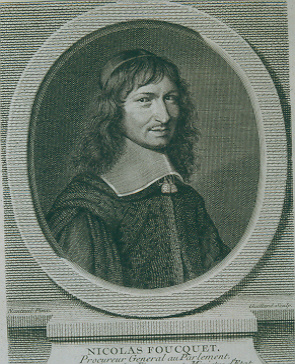
Ніколя Фуке, сюрінтендант, буде усунений від влади, щоби звільнити місце для Короля-Сонця

Після смерті Джуліо Мазаріні 9 березня 1661 року першим рішенням Людовика XIV було скасувати посаду головного міністра і взяти контроль над урядом у свої руки. Проте його оточення не було впевнене в його державних талантах. Таким чином, Людовік мав довести свою здатність керувати державою.
Жан-Батист Кольбер поінформував короля про повний занепад державної казни, спричинений руйнівною війною проти Іспанії і п'ятьма роками Фронди, про неймовірне збагачення Мазаріні (яким Кольбер також скористався на свою користь) та про ганебні статки Фуке, отримані внаслідок спекуляцій. Шістьма місяцями пізніше, 5 вересня 1661 року, у свій 23 день народження, король, який, попри свою молодість, міг ясно бачити сильне незадоволення провінцій фінансовим тиском, що чинився на них упродовж 18 років покійним кардиналом, видав наказ заарештувати Фуке, що й було зроблено посеред білого дня д'Артаньяном. У той самий час Фуке було усунуто з посади суперінтенданта. Король створив спеціальну юридичну палату правосуддя для розслідування рахунків фінансистів. Після трирічного судового процесу, який зазнавав постійного впливу короля, Фуке був засуджений до повної конфіскації майна та вигнання. Проте король змінив вирок на довічне ув'язнення в Пінероло. Кольбер змінив Фуке на посаді суперінтенданта у 1665 році.
Кольбер зменшив державний борг за допомогою ефективнішої системи оподаткування. Разом із королем він розробив план сприяння комерції та торгівлі в країні, дотримуючись політики меркантилізму. Заохочувалося виникнення нових підприємств, була встановлена політика сприяння мануфактурникам та винахідникам, зокрема ліонським виробникам шовку та гобеленів. У Французьке королівство запрошувалися ремісники й фахівці зі всієї Європи, наприклад, склодуви з Мурано, сталевари зі Шведської імперії, кораблебудівники з Республіки Об'єднаних провінцій. Так Кольбер намагався зменшити залежність країни від імпорту й обмежити витік дорогоцінних металів з Французького королівства.

### Внутрішня політика

#### Релігійні питання

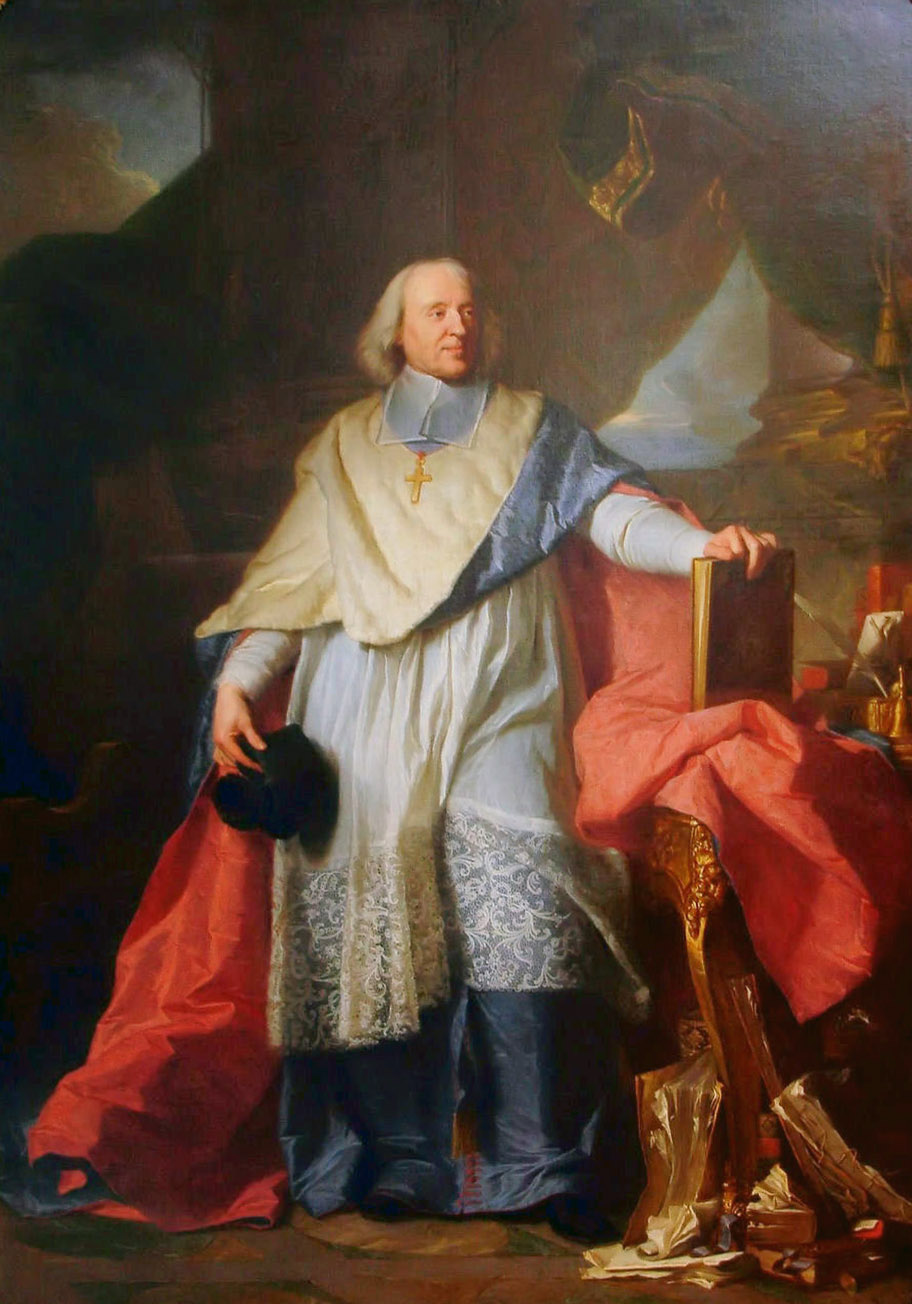
Жак Бенінь Боссюе, єпископ та наставник дофіна

##### Від лібералізму до галіканізму
Молодий король прагне поставити всі релігійні течії в королівстві під свій контроль. Він заохочує навернення протестантської знаті в католицизм. З іншого боку, 13 грудня 1660 король повідомляє Парламент про своє рішення викорінити янсенізм. В 1664 Людовик розпускає таємні зібрання. Король встановлює королівське право в декількох французьких єпископствах, попри протести Папи та янсеністських єпископів, проводячи, таким чином, галліканістську політику.

##### Від примирення з Папою до зближення з релігійною партією
До 1672 року, після розриву стосунків з гугенотами, королю вдається об'єднати навколо себе всі церковні течії. Він призначає Симона Арно де Помпон, давнього прихильника янсенізму, державним секретарем, у 1671 призначає Боссюе, одного з найвідоміших представників релігійної партії при дворі, наставником дофіна. Король також зближується з Папою та єзуїтами. Папа примиряється з янсеністами. В 1669 укладається Церковний мир між Святим Престолом та янсеністами.
Тим не менше, зовнішня політика Людовика (відмова приєднатися до анти-оттоманського союзу, підтримка Папи австрійськими Габсбургами) призводить до нового розриву з Папою. Король повертається до політики галліканської церкви, в центрі якої перебуває Боссюе. В 1682 збори духовенства ухвалюють декларацію свобод галліканської церкви, обмежуючи права Папи — Декларацію чотирьох статей. Декларація була спалена за наказом Папи.

##### Протестанти та едикт Фонтенбло

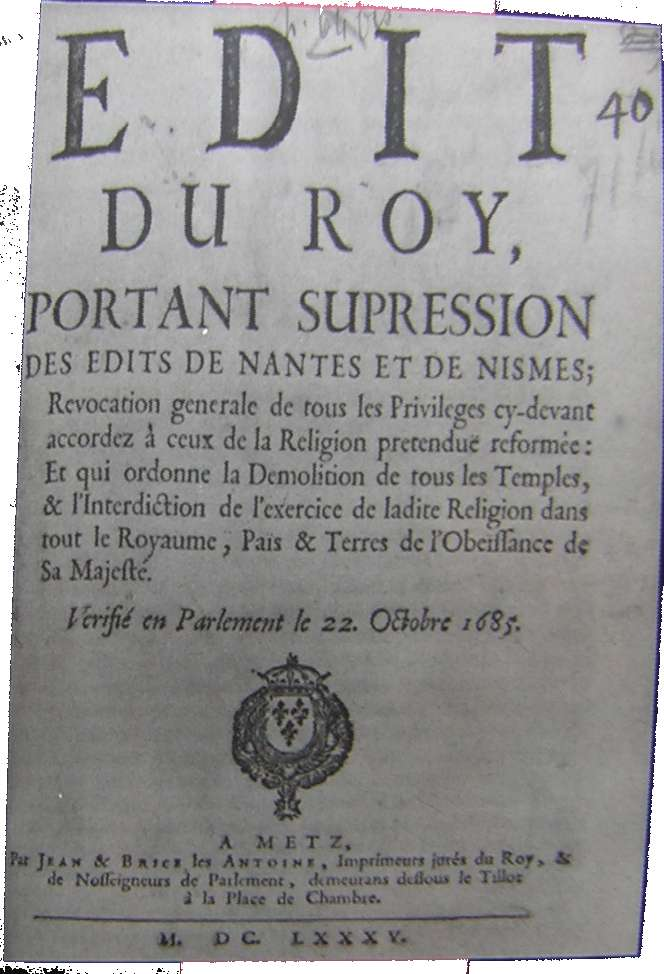
Едикт Фонтенбло, який проголосив протестантизм поза законом на території Франції

Під час правління Людовика протестантська релігійна меншина не перевищувала 10 % від населення. Нантський едикт, виданий 13 квітня 1598 Генріхом IV, дідом Людовика, гарантував свободу віросповідання, дозволяв протестантам відправлення релігійних обрядів в певних межах, а також надавав право утримувати деякі фортеці та військові гарнізони. Щоправда, «військові» права були скасовані під час правління Людовика XIII при підписанні Алеського миру у 1629 році.
Навернення Генріха в католицизм та Алеський едикт значно послабили протестантську партію при дворі. Людовик, «приручаючи» знать, «приручав» і релігію: велика кількість придворних наверталася в католицизм для уможливлення отримання придворних посад. Фактично, релігійна свобода протестантів ставала на заваді Людовику у втіленні в життя його ідей абсолютизму, тому відкликання Нантського едикту не можна назвати несподіваним, скоріше, це був останній цвях в труну протестантської партії у Франції, яка, не маючи в своїх лавах видатних лідерів, не могла протистояти наступу католицизму.
На місцевому рівні та указами Релігійної ради Людовик поступово обмежував права протестантів, буквально застосовуючи Нантський едикт та перетворивши його, урешті-решт, на вихолощений текст, використовуючи тактику «що не дозволено едиктом, то заборонене». Це призвело до повної заборони прозелітизму та заборони займатися певними ремеслами для протестантів. Після піднесення ле Тельє тиск на протестантів посилився розквартируванням військ. Найбідніші верстви протестантів стали жертвами драгунад — примусового розташування драгунів у місцях компактного мешкання гугенотів з метою примусового навернення в католицизм.
17 жовтня 1685 король видав Едикт Фонтенбло, підписаний також канцлером ле Тельє, який повністю скасовував релігійну частину Нантського едикту. Протестантизм, таким чином, був повністю заборонений на території Франції.
Скасування Нантського едикту фактично перетворило Французьке королівство на сугубо католицьке. Собори були перетворені на церкви. Проте для великої кількості протестантів прихилення до католицизму залишалося удаваним, доказом чому є повстання протестантів в Лангедоку, апогеєм якого стала війна в Севеннах між сорочечниками та королівськими військами.

#### Національні питання

##### Єврейське питання
Людовик проводив менш ворожу до євреїв політику, ніж його попередники. Початок його правління знаменується фактичною зміною королівської політики стосовно євреїв: у 1648, в результаті Вестфальського миру, Французьке королівство отримало Три єпископства та Ельзас, і влада вирішила не виганяти євреїв з цих територій, хоча, формально, міг бути застосований едикт від 1394 про вигнання євреїв із Франції. Влада воліє проводити політику інтеграції євреїв у суспільство. У 1657 відбувся урочистий прийом молодого Людовика з його братом в синагозі м. Мец. На початку правління Людовика його політика, можливо, під впливом Кольбера, який вважав єврейство рушієм економічної активності, уможливила значний розвиток та збільшення єврейської общини в Лотарингії. Водночас португальські євреї, т. зв. «нові християни» з регіонів Бордо та Байонни, мали змогу жити у відносному мирі.
Проте з часом король змінює своє ставлення до євреїв, так само, як і до протестантів. 1685, рік видання едикту Фонтенбло, стає чорним роком для євреїв. Восьмеро з них спалюють живцем у Тулузі, а «Чорний кодекс», виданий королем, у першій же статті оголошує про вигнання євреїв з французьких Антильських островів.

##### Циганське питання
Задля запобігання волоцюзтву та викорінення використання циган знаттю як робочої сили, в 1666 Людовик видає декрет, згідно з яким усі цигани чоловічої статі підлягали затриманню та відправленню на галери без судового розгляду. Пізніше, ордонансом від 11 липня 1682, було підтверджено, що всі цигани чоловічої статі з усіх королівських провінцій навічно засуджуються до галер, їхні жінки до голення голови, а діти вирушають до притулків. Передбачалося також покарання для представників знаті, які надавали циганам притулок — їхні маєтки підлягали конфіскації.

#### Колонії та «Чорний кодекс»
Правління Людовика збіглося в часі з Добою великих географічних відкриттів. Французьке королівство набуло великої кількості колоній:

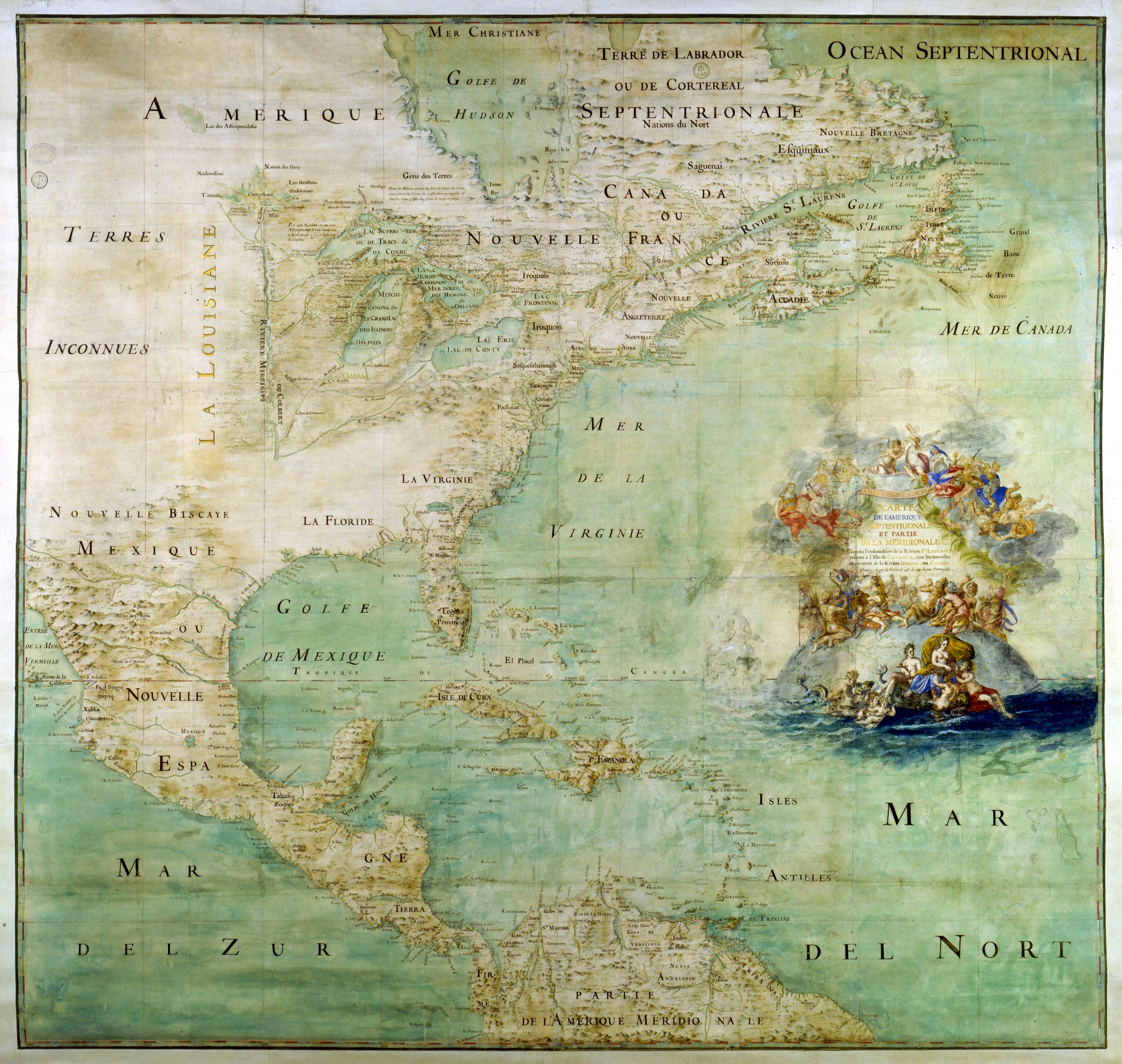
Карта Америки в 1681

- У 1654, створюється Нова Франція (Акадія та частина сучасної Канади). Головна мета колонізації — використання природних ресурсів, особливо хутра. Для управління колонію створюється Новофранцузька компанія
- У 1659 на Сенегалі створюється перша французька факторія під назвою Сен-Луї (фр. Saint-Louis)
- У 1664, за наказом короля, Жозеф-Антуан ле Февр де ля Бар відвойовує Гвіану у Нідерландів, попри те, що на той час Франція була їхнім союзником
- У 1665 для управління колоніями на Мадагаскарі створюється Французька Ост-Індійська компанія. В тому ж році Французьке королівство купує Гваделупу та Мартиніку
- У 1682 Рене Роберт Кавельє де ла Саль засновує в гирлі Міссісіпі нову колонію, яка на честь короля отримує назву Французька Луїзіана
- У 1697, за умовами Рейсвейкського мирного договору, Франція отримує західну частину острову Іспаньйола (сучасне Гаїті)

Приєднання нових територій призвело до необхідності легалізації стосунків між корінним населенням та колонізаторами. В березні 1685 Людовик затверджує «Чорний кодекс», який деякі історики вважали «найжахливішим юридичним документом, створеним в наші часи». Цей документ, окрім вигнання євреїв з Антильських островів, визначає та регулює громадські стосунки в колоніях, фактично, легалізуючи рабовласництво та надаючи йому офіційного статусу. Кодекс визначає різні міри покарання для рабів, наприклад, смертну кару за побиття власника, крадіжку корови або коня, третю спробу втечі тощо. В кодексі також визначаються обов'язки рабовласників, наприклад, достатнього харчування для рабів, а також певні релігійні та юридичні права рабів. Проте ці норми фактично ніколи не виконувалися завдяки тиску рабовласників на правосуддя.

### Зовнішня політика

#### Людовик— провідник французького імперіалізму

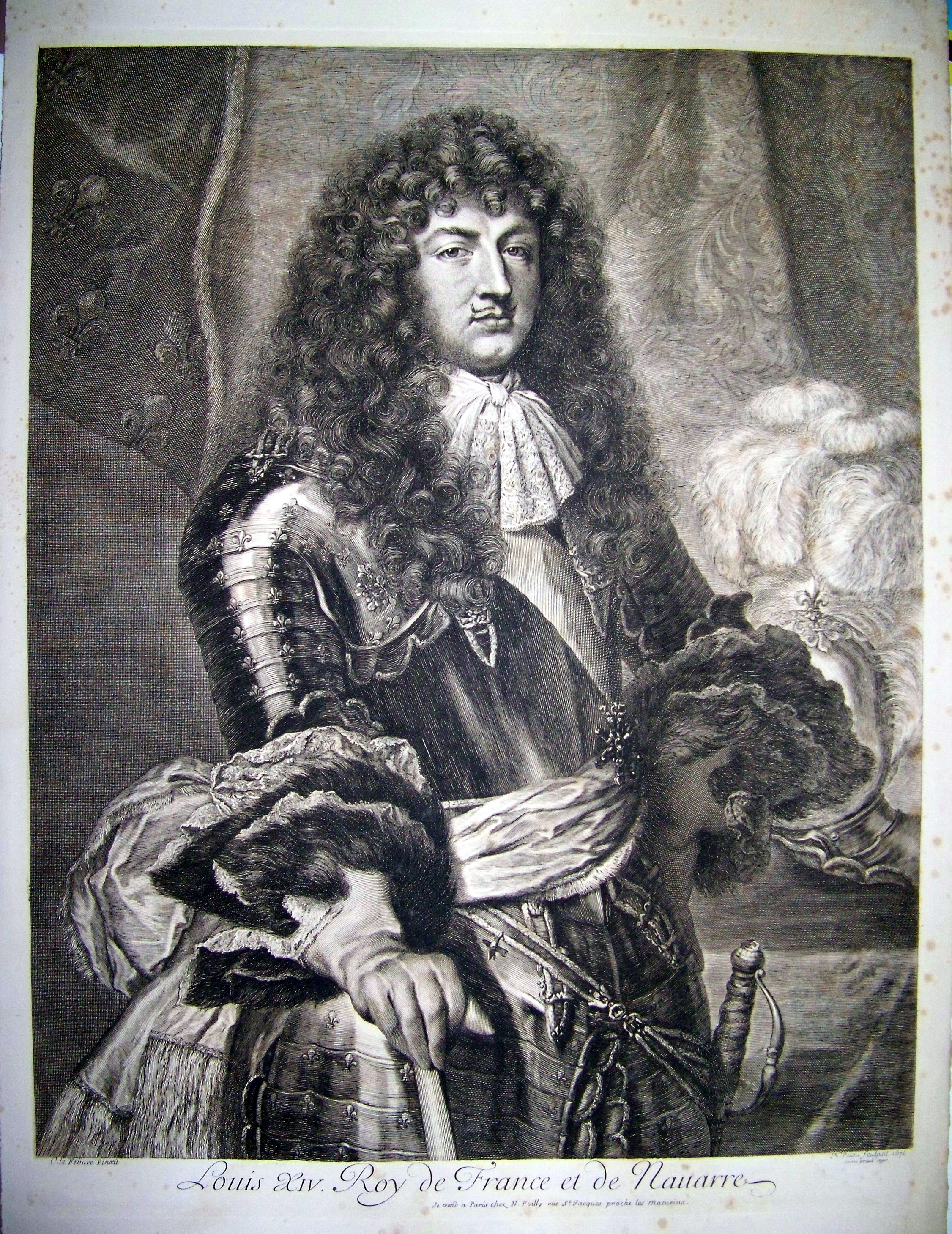
Людовик XIV у 1670

Людовик XIV присвятив тридцять два з п'ятдесяти чотирьох років свого правління війнам. Помираючи, він сказав Людовику XV: 
|  | Я занадто любив війну (фр. J'ai trop aimé la guerre) |

Юний Людовик виховується на прикладі свого батька, пізніше взявши за взірець молодого Конде. Вже в юному віці він бере участь у багатьох битвах Фронди. Людовик отримує військове виховання під проводом Тюренна та вперше керує армією у віці двадцяти років, 23 червня 1658, в Дюнкерку, під час Битви в дюнах. Його війська, які незадовго до цього стають союзниками англійців під проводом Олівера Кромвеля, отримують важливу перемогу над Конде та іспанцями.
Військові реформи, запроваджені Людовиком та ле Тельє, як-то: уніфікація платні, створення Дому інвалідів, зміна системи рекрутування тощо, дозволяють знизити рівень дезертирства в армії та підвищити загальний рівень життя військових. Король дає завдання Вобану побудувати кільце укріплень навколо французької території. В апогеї правління Людовика армія сягає 320,000 осіб, що значно перевищує склад будь-якої європейської армії та дає змогу Королівству Франція грати першу скрипку в різноманітних європейських коаліціях тих часів. Для зміцнення французьких позицій у світі Людовик бере участь в багатьох війнах та збройних конфліктах:
- 1667—1668 — Деволюційна війна
- 1672—1678 — Голландська війна
- 1683—1684 — Війна за об'єднання
- 1688—1697 — Війна Аугсбурзької ліги
- 1701—1713 — Війна за іспанську спадщину

Ці війни дають змогу значно збільшити територію королівства: Французьке королівство завойовує Мец, Туль, Верден, графство Русійон, Артуа, французьку Фландрію, Камбре, Франш-Конте, Сарр, Ено, Верхній та Нижній Ельзас. Ці завоювання закріплюють французьку гегемонію в Європі і ті, хто наважується протистояти Людовику, як генуезькі дожі, дуже швидко розплачуються за це.

#### Боротьба проти Габсбургів (1643—1672)
Див. також Тридцятирічна війна, Деволюційна війна
На початку свого правління юний Людовик XIV та його головний міністр Мазаріні продовжують політику кардинала Рішельє, створюючи альянси з головними протестантськими силами в Європі в намаганні протистояти Габсбургам, що оточують Французьке королівство з усіх боків. Французьке королівство бере участь в Тридцятирічній війні, яка закінчується У 1648 Вестфальським миром, проте бойові дії між Іспанською імперією та Францією тривають. Іспанська імперія підтримує Фронду та заколот принца Конде (1653) проти короля. В 1659 воєнні перемоги Французького королівства та альянс з англійськими пуританами змушують Іспанську імперію укласти Піренейський договір, закріплений шлюбом між Людовиком та іспанською інфантою, на включенні якого в мирний договір наполягає кардинал Мазаріні. Окрім того, йому вдається включити в угоду пункт про придане в 500 тисяч золотих екю за інфантою. Саме неспроможність Іспанської імперії надати обіцяну суму і призводять до нового спалаху конфлікту після смерті іспанського короля, коли Людовик розпочинає Деволюційну війну, заявляючи територіальні претензії на прикордонні міста в Іспанських Нідерландах як на придане. Війна була завершена в 1668 підписанням Аахенського миру, в результаті якого Французьке королівство змогло залишити собі одинадцять окупованих нею міст, проте змушена була повернути Франш-Конте іспанцям.
Наприкінці цього періоду правління молодий Людовик XIV знаходиться на чолі найпотужнішої військової та дипломатичної сили в Європі. Французьке королівство збільшує свою територію на півночі (Артуа) та утримує Руссільйон на півдні.

#### Європейське панування (1672—1686)
Див. також Голландська війна, Війна за об'єднання
Після кількох років дипломатичних зусиль Людовику вдається схилити на свій бік короля Англії та Шведську імперію. Влітку 1672 Французька армія розпочинає бойові дії проти Голландії та досягає значних успіхів, захопивши провінції Утрехт, Гелдерн, Оверейсел та безпосередньо наблизившись до Амстердама. Після цього уряд Нідерландів пропонує Людовику переговори, але той висуває нечувані вимоги. Голландці вирішують відкрити загати та затопити власну територію, змусивши французьку армію відступити. Війна переноситься в Пфальц та Сицилійське королівство, проте загальний перебіг подій на користь французів не змінюється. В 1678 підписується Німвегенський мир, згідно з умовами якого Французьке королівство залишає за собою нідерландську провінцію Франш-Конте, міста Іпр, Валансьєнн, Камбре та інші.
Військові перемоги значно підійняли престиж Французького королівства у Європі, дозволили Людовику безкарно проводити загарбницьку політику проти своїх сусідів, наприклад, в 1681 французька армія анексувала Страсбург. Настає період французької гегемонії в Європі.

#### Кінець французької гегемонії (1686—1714)
Див. також Війна Аугсбурзької ліги, Війна за іспанську спадщину
Непомірні апетити Людовика та постійна загроза з боку Французького королівства призводять до утворення оборонного союзу між Священною Римською імперією, Республікою Об'єднаних провінцій, Шведською імперією, Іспанською імперією та іншими державами, який отримує назву Аугсбурзька ліга. В 1688 до Ліги приєднується Англійське королівство.

### Реформи

#### Фінансова реформа

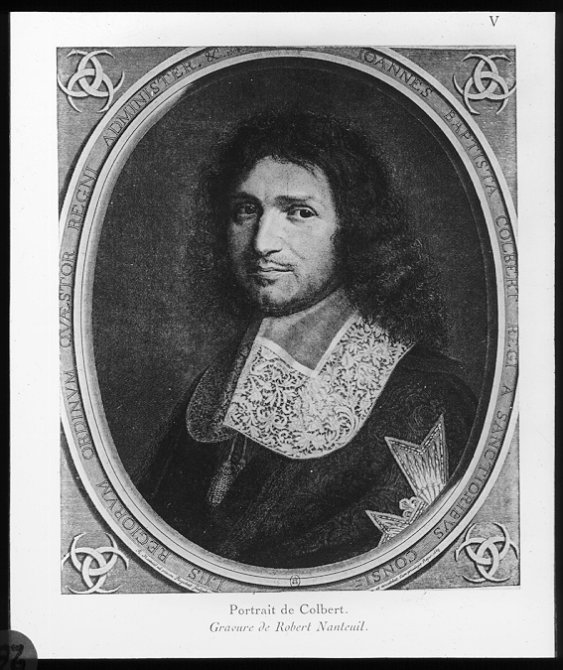
Жан-Батіст Кольбер обійме посаду Фуке, організувавши його «усунення»

Перші роки правління Людовика XIV відзначаються великими адміністративними реформами та, особливо, покращенням фіскальної системи. Перші 12 років його правління країна насолоджувалась миром та відносним добробутом. Судова монархія, коли основною функцією монарха є правосуддя, поступається місцем адміністративній, коли король очолює управління державою. Контроль фінансів відтепер знаходиться в руках головного фінансового контролера (на той час — Кольбера) та витісняє правосуддя як головний напрямок діяльності Державної ради. Канцлер, Франсуа-Мішель ле Тельє, маркіз де Лувуа, безпосереднім обов'язком якого є вчинення правосуддя, урешті-решт, повністю присвячує себе військовим справам.

#### Соціальні реформи
На початку правління Людовика Париж — місто, практично непридатне для життя: завелика щільність населення, епідемії, пожежі, повені, безлад різного ґатунку. Місто приваблює представників найнижчих верств в надії поживи: шахраїв, грабіжників, крадіїв, жебраків, безземельних селян тощо. До того часу існує Двір чудес, найвідоміше неконтрольоване гетто, кількість мешканців у якому оцінюється в 30000 осіб, тобто бл. 6 % населення всього міста. Париж — постійний клопіт молодого короля, який ще не збудував Версаль.
27 квітня 1656 король видає едикт про створення в Парижі публічного шпиталю. Метою едикту було викорінення жебрацтва, волоцюзтва та проституції. Фактично, шпиталь не був шпиталем в прямому розумінні цього терміну, а являв собою виправний притулок. Головною його метою і завданням було змусити злидарів до роботи задля «спасіння їхніх душ».

#### Військова реформа
Людовик також провів військову реформу, спираючись на Мішеля та Лувуа Летелльє. Реформи були спрямовані на зменшення незалежності аристократів, наведення порядку при дворі й у війську. Дні, коли генерали затягували прикордонні війни, сварилися й не зважали на накази зі столиці, минули. Стара військова аристократія (аристократія шпаги) теж втратила монополію на вищі військові пости й звання. Лувуа, зокрема, присвятив себе модернізації армії, реорганізації її в професійні, добре вишколену дисципліновану силу. Він намагався покращити матеріальне становище солдатів й підняти дух армії.
Законодавчі реформи Людовика вводилися в дію через численні Великі декрети. Дореволюційна Франція в правовому полі була зіткана із локальних правових систем, кожна провінція мала своє звичаєве право. Співіснували дві різні правові традиції — звичаєве право на півночі та римське право на півдні. Кодекс Людовика 1667 року зробив спробу встановити єдині правила цивільних процедур у всій країні. Зокрема, він установив обов'язкову реєстрацію хрещень, шлюбів та смертей державними, а не церковними органами, а також регулював права парламентів. Кодекс зіграв важливу роль в історії французького права і став основою Кодексу Наполеона. який своєю чергою був зразком для багатьох сучасних правових систем.

### Останні роки

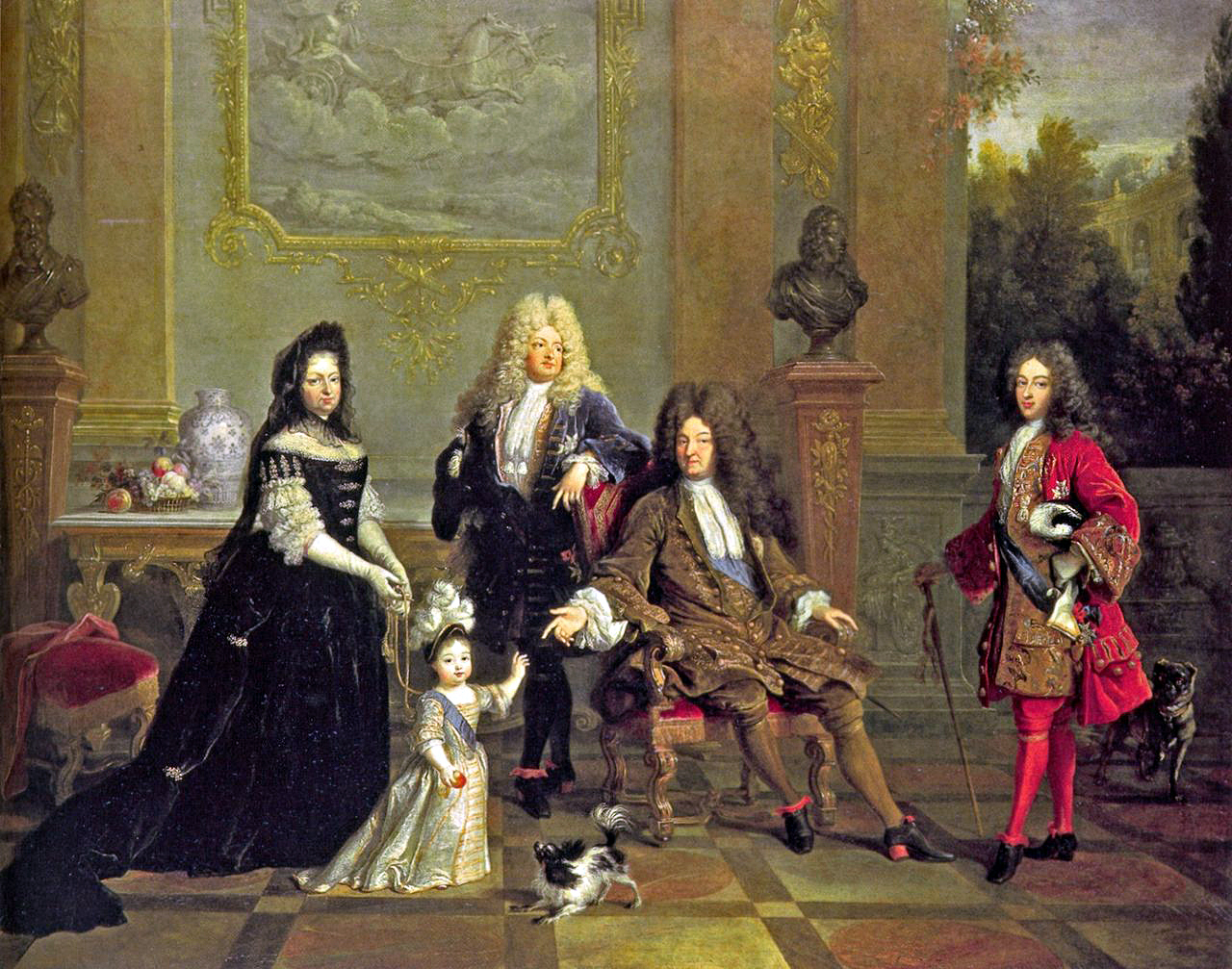
Ніколя де Ларжийєр. Портрет Людовика XIV з родиною

В останні роки життя Людовика йому довелося пережити кілька родинних трагедій поспіль. 13 квітня 1711 року помер його син, Великий дофін Людовик, в лютому 1712 від вітряної віспи помер старший син дофіна, онук Людовика XIV — герцог Бургундський, а 8 березня того ж року від неї ж помер і старший син останнього, малий герцог Бретонський. 4 березня 1714 впав з коня та помер за кілька днів по тому молодший брат герцога Бургундського, герцог Беррійський. Таким чином, окрім Філіпа V Іспанського, у Бурбонів залишився лише один спадкоємець — чотирирічний правнук короля, другий син герцога Бургундського, в майбутньому — Людовик XV.

### Смерть
10 серпня 1715 король скаржиться на біль в лівій нозі. Перший придворний лікар Фагон (фр. Fagon) діагностує у короля ішіас. 21 серпня консиліум чотирьох лікарів Паризького медичного факультету підтверджує діагноз «ішіас», а також зараження ноги. 24 серпня ситуація гіршає: стає очевидною помилковість діагностування ішіасу, який, в реальності, є старечою гангреною ноги, яка на той час є невиліковною. 26 серпня, після вечері в ліжку, яке він більше не залишає, король закликає до себе свого правнука, малого дофіна, майбутнього короля Людовика XV, якому на той час було п'ять з половиною років. Людовик звертається до малого з промовою, зміст якої різниться в залежності від джерела (маркіз де Данжо або Сен-Симон). Ці останні слова включали поради не імітувати стиль будов Людовика, боротися з бідністю народу та жити в мирі зі своїми сусідами. Людовик також заявляє: 
|  | Я йду, але держава залишається назавжди (фр. Je m'en vais mais l'État demeurera toujours). |

1 вересня 1715 о 8:15 Людовик XIV помирає в оточенні придворних. Його правління, таким чином, тривало 72 роки та сто днів (54 роки ефективного правління без врахування регентства).

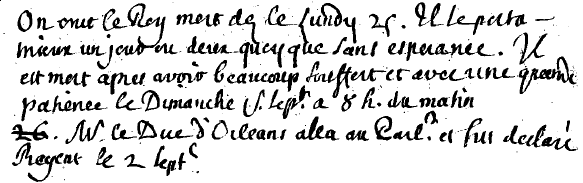
Запис в королівському альманаху про смерть Людовика XIV

Тіло Людовика виставляється протягом восьми днів у салоні Геркулеса — одному з приміщень Версальського палацу. Вночі 9 серпня (для запобігання скупченню людей на шляху траурної процесії) тіло транспортується до Сен-Дені, де короля і ховають згідно з католицькими обрядами, як і належить «Найхристианнійшому королю».

## Спадок

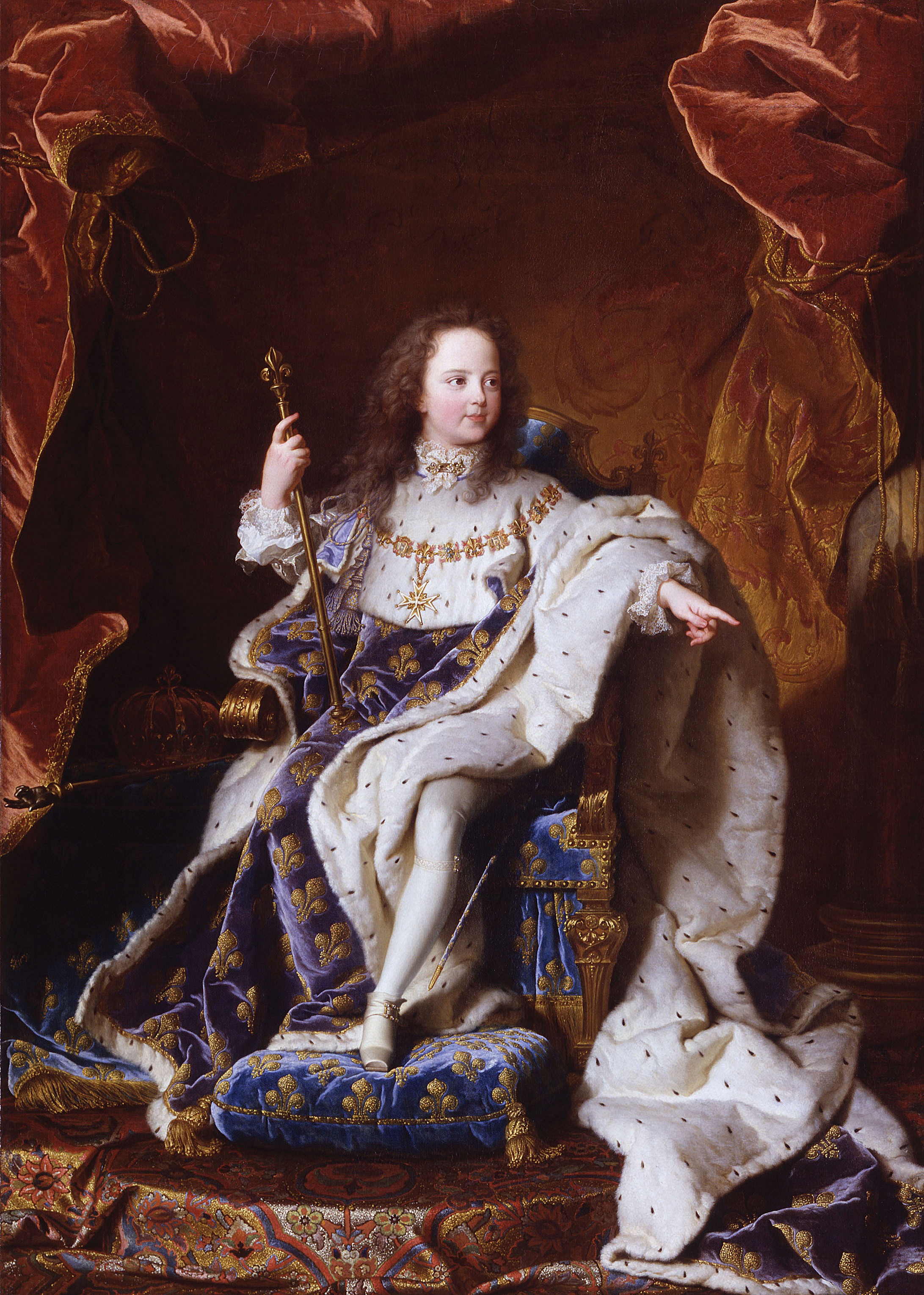
Людовик XV, правнук Людовика XIV, спадкоємець трону

### Іспанська гілка
Другий син Великого дофіна стає королем Іспанської імперії У 1700 під ім'ям Філіпа V згідно з умовами Утрехтського миру. Згідно з тим же мирним договором, він зрікається прав на французьку корону для себе та своїх нащадків. Таким чином, в результаті цієї угоди Людовику XIV вдалося реалізувати свою мрію — закріпити іспанський трон за династією Бурбонів. Попри різноманітні революції та війни, що мали місце відтоді, іспанська корона належить династії Бурбонів до наших часів. Філіп VI (король Іспанії) також є прямим нащадком Людовика XIV.

### Французька гілка
Третій син Великого дофіна, герцог Беррійський, помирає в 1714 внаслідок падіння з коня, таким чином, єдиним законним спадкоємцем Людовика залишається герцог Анжуйський, наймолодший син герцога Бургундського, правнук Людовика XIV. У зв'язку з тим, що, окрім малого Людовика, якому на той час було чотири роки, не залишається спадкоємців (окрім дальніх принців крові з других гілок), Людовик XIV едиктом від 29 липня 1714 надає право наслідування всім принцам королівської крові, тобто Луї-Огюсту, герцогу Менському, та Луї-Олександру, герцогу Тулузькому, двом нешлюбним дітям короля від мадам де Монтеспан. Це рішення порушує загальні принципи наслідування французького трону, згідно з якими неправонароджені діти не мають права наслідування трону. Едикт сприймається з повним нерозумінням, проте король, здається, готовий відстоювати своє рішення задля недопущення отримання корони його племінником Філіпом Орлеанським, потенційним спадкоємцем, якого Людовик зневажає. Врешті-решт, спадкоємцем трону під ім'ям Людовика XV стає «офіційний» правнук, на той час у віці п'яти років. Регентом до повноліття короля призначається Філіп Орлеанський.

## Особисте життя
Людовик одружується з Марією Терезією Іспанською в 1660. Дружина народила шестеро дітей, хоча до дорослого віку дожив тільки син Людовик. Попри існуючі свідчення глибоких почуттів до Марії-Терези в перші роки шлюбу, король недовго зберігає їй вірність — у нього була ціла низка коханок, офіційних та неофіційних, зокрема Луїза де Лавальєр, мадам де Монтеспан та м-ль де Фонтань. Від цих зв'язків у Людовика народжується багато дітей, яких він одружує із членами молодших гілок королівської родини.
Після смерті Марії-Терези Людовик одружується з мадам Ментенон, якій зберігає більшу вірність. Вважається, що вони одружилися в 1683 у Версалі. Хоча офіційно шлюб не укладався, проте при дворі він був «секретом Полішинеля».

## Родина
Дружина — Марія-Терезія Іспанська (з 9 червня 1660).
Діти: 
- Людовик Великий Дофін (1661—1711)
- Анна-Єлизавета (1662—1662)
- Маріанна (1664—1664)
- Марія-Тереза (1667—1672)
- Філіп (1668—1671)
- Людовик-Франсуа (1672—1672)

- Мадам де Ментенон. Дітей не було.

Коханка — Луїза-Франсуаза де Лавальєр
Діти:
- Карл (1663—1665)
- Філіп (1665—1666)
- Маріанна (1666—1739)
- Людовик (1667—1683), граф Вермандуа

Коханка — Франсуаза-Атенаїс де Монтеспан
Діти:
- Луїза-Франсуаза (1669—1672)
- Люї-Огюст (1670—1736)
- Луї-Сезар (1672—1683)
- Луїза-Франсуаза (1673—1743
- Луїза-Марія (1674—1681)
- Франсуаза-Марія (1677—1749), в майбутньому — дружина Філіпа Орлеанського
- Луї-Олександр (1678—1737)

У Людовика також були інші позашлюбні стосунки, від яких народилися невизнані діти.

## Історія виникнення прізвиська «Король-Сонце»
У Французькому королівстві Сонце виступало символом королівської влади і особисто короля і до Людовика XIV. Світило ставало персоніфікацією монарха у віршах, урочистих одах і придворних балетах. Перші згадки сонячної емблематики з'явилися у часи правління Генріха III, користувалися ним дід і батько Людовика XIV, але лише при останньому сонячна символіка отримала по-справжньому широке поширення.
У дванадцять років 1651 Людовик XIV дебютував в придворних балетах, які щорічно ставилися під час карнавалів.
Карнавал епохи бароко — це не просто свято і веселощі, а можливість пограти в «перевернутий світ». Наприклад, король на кілька годин ставав блазнем, артистом або фіглярем, в той же час блазень цілком міг собі дозволити з'явитися в образі короля. В одній з балетних постановок, яка називалася «Балетом ночі», юному Людовіку довелося вперше постати перед своїми підданими в образі Висхідного сонця 1653, а потім і Аполлона — бога Сонця 1654.
Коли ж Людовик XIV почав правити самостійно 1661, жанр придворного балету був поставлений на службу державним інтересам, допомагаючи королю не тільки створювати його репрезентативний образ, а й керувати придворним товариством (втім, як і інші мистецтва). Ролі в цих постановках розподіляли тільки король і його друг — граф де Сент-Еньян. Принци крові та придворні, танцюючи поруч зі своїм государем, зображували різні стихії, планети та інші підвладні Сонцю істоти і явища. Сам же Людовик продовжує поставати перед підданими в образі Сонця, Аполлона й інших богів і героїв давнини. Король зійшов зі сцени лише у 1670 році.
Але виникненню прізвиська Короля-Сонце передувала ще одна важлива культурна подія епохи бароко — Карусель Тюїльрі 1662 року. Це святково-карнавальна кавалькада, щось середнє між спортивним святом (в середні віки це були турніри) і маскарадом. У XVII столітті Карусель називали «кінним балетом», оскільки це дійство більше нагадувало виставу з музикою, багатими костюмами і досить послідовним сценарієм. На Каруселі 1662 року, що проводилася в честь народження первістка королівського подружжя, Людовик XIV гарцював перед глядачами на коні в костюмі римського імператора. В руці у короля був золотий щит із зображенням Сонця. Це символізувало те, що це світило захищає короля і разом з ним і всю Францію.
На думку історика французького бароко Ф. Боссана, «саме на Великій Каруселі 1662 року більшою мірою і народився Король-Сонце. Ім'я йому дали не політика і перемоги його армій, а кінний балет».

## Мода у Франції в епоху Людовика XIV
З другої половини XVII століття панівне становище в світі моди почав займати французький двір Людовика XIV. Французький смак і мода захопили всією Європою і не переставали панувати в ній протягом століть.
За часів правління Людовика XIV Французьке королівство досягло небувалого економічного розвитку і мало великий політичний і культурний вплив на інші країни Європи, французька мова стає міжнародною. Французьке королівство поширило свій вплив також і на європейську моду, експортуючи не тільки модні фасони, але й предмети художнього ремесла, що обслуговували цю моду. Французьке королівство вивозило мереживо, шовкові панчохи, біжутерію, рукавички. У XVII ст. вона стала гегемоном в виготовленні предметів розкоші, диктатором моди в Європі. Оскільки раніше модних журналів не було, Французьке королівство поширювало свою моду досить цікавим шляхом: з другої половини століття вона щомісячно надсилала в низку європейських країн (Англійське королівство, Німеччина, Італія) по дві воскові ляльки, одягнуті по останній моді — «Велику Пандору», яка рекламувала придворні сукні, і «Маленьку Пандору», яка рекламувала спідню білизну. Навіть під час війни не припинялося  пересилання  ляльок за кордон. У 1672 р. був заснований модний журнал «Mercure galante [Архівовано 8 вересня 2014 у Wayback Machine.]», який допоміг французькій моді підкорити Європу.
У XVII ст. в мистецтві панував стиль бароко, який найбільш повно виражав смаки аристократії. В інтер'єрі переважали яскраві кольори, позолота; розписані стелі, світлі блискучі підлоги, в яких відображалися кришталеві люстри, а також величезна кількість прикрас — все це створювало враження незвичайної пишноти. Вбрання епохи бароко було повністю підпорядкований етикету двору і відзначалося  пишністю і великою кількістю прикрас. Пишні костюми того часу прекрасно гармоніювали з яскравими, барвистими інтер'єрами бароко. Новий погляд на людську красу з'являється ще в ранній період розвитку стилю бароко. Згідно з новим естетичним уявленням краса полягає у монументальності і величі, багатстві і яскравості вбрання, причому сама людина відступає на задній план, гублячись на фоні  пишного вбрання. Разом з бароко у Франції також поширюється класицизм, основними принципами якого були любов до симетрії, суворість форм і монументальність. Класицизм досяг розквіту в пам'ятниках архітектури, живопису, однак майже не знайшов відбиття в формах вбрання.
Протягом низки десятиліть  XVII ст. вбрання було неоднакове — воно змінювалося в залежності від змін історичних умов життя Французького королівства. Але моду в країні завжди диктував королівський двір, тому всі намагалися наслідувати короля і одягалися відповідно до його смаків.
Людовик XIV зійшов на престол ще дитиною, тому вбрання цього періоду носить відтінок певної «дитячості» — чоловіки носять довге волосся, короткі куртки в наслідування малолітньому королю. Необхідним предметом чоловічого вбрання цього періоду була біла сорочка з довгими пишними рукавами і мереживними манжетами, рукава перев'язувались в декількох містах стрічками. Поверх сорочки одягалась коротка куртка з короткими рукавами. Панталони були широкими та пишними, зав'язувались над коліном. Підтримуючи престиж вітчизняного виробництва, Людовік XIV з'являвся на прийомах в костюмах, з великою кількістю бантів, змушуючи придворних до обов'язкового наслідування. Шовк і оксамит Ліона, мережива Алансона, Валенсії прикрашали вбрання придворних.
На ноги одягали білі шовкові панчохи з мереживними відворотами — канонами. Цей пишний чоловічий костюм доповнювався іноді новим модним предметом чоловічого туалету — спідницею, яка була названа на ім'я її винахідника ренгравом (Ренграв ван Сальм — голландський посол в Парижі). Однак багато хто обходився без ранграва, до вузьких штанів до коліна приколювали широкі манжети (канон).
За взуття правили туфлі, які мали круглий, плоский носок. Дворяни зазвичай носили туфлі білого кольору, на високих червоних підборах (іноді висота підборів досягала семи сантиметрів) і на товстих підборах, обтягнутих червоною шкірою. Мода на це взуття була особисто введена Людовіком XIV, який не відрізнявся високим зростом. Як верхній одяг були плащ або каптан з короткими рукавами, який надягали, як накидку. Часто плащ накидали лише на ліве плече.
Одним з проявів бажання «особливого» була велика багатошарова перука, яка спадала з голови великими, рівномірно завитими локонами, модним кольором вважався білий. Ця перука, яка нагадувала левину гриву, чудово доповнювала образ дворянина XVII ст. У 60-х роках в моду увійшла краватка–кроат, що зав'язувалася бантом, і була обшита мереживом. Також дворяни доповнювали своє вбрання дорогоцінними прикрасами. Модники того часу використовували рум'яна, наклеювали на обличчя мушки і чорнили брови так, що чоловіки того часу своїм виглядом нагадували дам.
З 1665—1670 років сталися деякі зміни в характері чоловічого костюма. Загальний вигляд чоловічого вбрання став більш мужнім і суворим. Замість короткої курточки поверх сорочки стали одягати довгий, вузький каптан. Спочатку каптан мав короткі рукави, а згодом — довгі, з широким кольоровим манжетом. Такий каптан міцно охоплював тіло і мав назву жюстокор. Спочатку його носили тільки військові, але згодом він перетворився на придворний одяг. Жюстокор не мав комірця, а по талії зав'язувався широким шарфом, який збоку  зав'язувався бантом. Також жюстокар мав кишені у вигляді клапанів. Поява кишень мала велике значення для одягу, адже до того всі дрібні речі носили у поясі. Під каптан зазвичай одягали камзол — весту. У більшості випадків каптан і камзол робилися з однієї тканини, і тоді каптан носили розстебнутим, а камзол застебнутим на всі ґудзики. Як каптан, так і камзол робили на кольоровій підкладці, яка дуже точно підбиралася до кольору верху. Так, наприклад, до темно-коричневого оксамитового каптана, підшивалася рожево-коричнева тафтова підкладка з витканим на ній малюнком квітів.
Французи в той час віддавали перевагу яскравим кольорам, намагаючись наслідувати короля, адже улюбленими кольорами Людовіка XIV були синій, червоний і золотий. Панталони цього часу стали вузькими, застібались під коліном на ґудзик і не мали мережива. Панчохи зазвичай надягали на панталони. Краватку, не зав'язували бантом, а закладали її кінці за борт камзолу. Мода на взуття залишилася незмінною: і високі, вище коліна, чоботи-ботфорти, і туфлі з червоними підборами. Перуки теж використовувалися, але тепер почали їх фарбувати не в білий, як раніше, а в каштановий, також збільшився і об'єм перуки. Певні зміни сталися і в головних уборах. Круглий, широкий капелюх поступово перетворився на трикутний, найчастіше його прикрашали пір'ями. Верхнім одягом був плащ без рукавів з широким коміром, а також плащ з короткими рукавами, який застібали на ґудзики, його ще називали брандебург.
У 80-ті роки чоловічий костюм став ще суворішим за формою, темнішим за кольором. У ці роки в моду увійшли великі муфти, які носили на шнурку. Капелюх зазвичай тримали в руках на згині лівої руки, не надягаючи на голову, оскільки величезна перука сама по собі заміняла її. До цього часу згідно з етикетом її знімали тільки в церкві, при королі та під час їжі. Але з кінця  XVII ст. загальноприйнятим стало знімати головний убір у приміщенні у всіх випадках. Взуття теж дещо змінилося. Підбори стали меншими, зникли банти. 
Жіночий костюм не менше, ніж чоловічий, зазнав змін ще в середині XVII ст., він став пишнішим та яскравішим. У той час жіночу моду диктували численні королівські фаворитки. 
У 50-60-ті роки для жіночого вбрання були характерними природніші форми і м'якіші лінії. Але вже у 70-х роках жіноче вбрання стає пишнішим та екстравагантнішим. Жіноча мода намагається з'єднати строгість, яка диктувалась етикетом, з підкресленням форм жіночого тіла. Силует жіночого костюма зазнав помітних змін: талія стала тоншою і довшою, спідниця — мати шлейф, рукава повужчали. Корсети, роблені з китового вуса, туго зашнуровувались. Форма вирізу сукні теж змінювалась. Спочатку вона мала форму овалу, обшитого широким мереживом, потім він став більш горизонтальним — відкривав плечі, і нарешті в кінці  XVII ст. під впливом останньої фаворитки короля маркізи Монтенон, набув вигляд неширокого квадрата. Саме в цей період із жіночої сукні зник комірець, замість нього виріз сукні почали обшивати мереживом. Рукава стали коротші, вони були лише до ліктя, де обшивалися мереживом. Корсет також обшивали ошатними тканинами, прикрашали бантами із стрічок, і надягали окремо. В цей час жінки носили одночасно дві сукні. Зверху надягалась сукня, а під неї спідниця. Верхня сукня (роб) в придворних туалетах завжди закінчувалося шлейфом, довжина якого в ті часи регламентувалася. Так шлейф королеви мав довжину 11 ліктів (1 лікоть — 45 см), принцес — 5, герцогинь — 3, тощо. 
Жіночі зачіски протягом XVII століття змінювалися велику кількість разів. У 60-х роках вони ще зберігали певну природність, але вже з 70-х років жіноча зачіска стала нагадувати чоловічу перуку, іноді жіночі локони були укладені настільки високо, що іноді досягали 50-60 см. У 90-ті роки в моду увійшли зачіски, які складалися із комбінації локонів. Ця зачіска називалась фонтанж (на честь відомої придворної красуні). Фонтанж складався з комбінації локонів, укладених на голові рядами. Зачіска прикрашалася квітами, мереживом, стрічками.
Взуттям слугували туфлі на високих підборах, з дуже вузьким, загостреним носком. Взуття зазвичай виготовляли із дорогих тканин — оксамиту та парчі, позаяк більшу частину життя дами проводили в приміщенні, а подорожі здійснювали в каретах. Верхнього одягу типу пальто не існувало, сукні досить надійно захищали від холоду. Часто під нижню зимову сукню підшивали хутро. У погану погоду на плечі накидали покривало або хутряну накидку. Руки захищали довгі до ліктя рукавички і оксамитові хутряні муфти.
Косметики використовували надміру, причому особливою популярністю користувалися чорні мушки, які наклеювали на обличчя, шию, груди. Кожна з них мала якесь значення. Так, мушка над губою значила кокетство, на лобі — величність. Необхідною приналежністю жіночого туалету були дорогоцінні прикраси та віяло. 